# 219 Thusnelda
Thusnelda /ðʌsˈnɛldə/ (định danh hành tinh vi hình: 219 Thusnelda) là một tiểu hành tinh kiểu S, ở vành đai chính. Ngày 30 tháng 9 năm 1880, nhà thiên văn học người Áo Johann Palisa phát hiện tiểu hành tinh Thusnelda khi ông thực hiện quan sát ở Pola và đặt tên nó theo tên Thusnelda, vợ của chiến binh Arminius thuộc các dân tộc German.